# 사이하라 미즈키
사이하라 미즈키(일본어: 齋原 みず稀, 1997년 12월 2일 ~ )는 일본의 여자 축구 선수이다.

## 구단 경력
나데시코 리그의 앙쥬 비올레 히로시마, 버니즈 교토 SC, 에히메 FC에서 활동했다. 2021년 WE리그의 산프레체 히로시마 레지나로 이적했다. 2023 시즌 후 현역 은퇴를 선언했다.

## 국가대표팀 경력
그녀는 2014년 FIFA U-17 여자 월드컵에 참가할 일본 U-17 국가대표팀에 발탁되었으며, 5경기에 출전, 1득점을 기록했으며 우승에 기여했다.